# 文溥 (清朝宗室)
文溥（转写：Uksun Wenpu；1790年12月26日—1846年8月25日，乾隆五十五年十一月二十一日子時－道光二十六年七月初四日寅時），字號不詳。清朝遠支宗室鑲白旗第二族，奕字輩，清朝政治人物。

## 生平
嘉慶二十三年（1818年）戊寅恩科順天宗室鄉試舉人。
道光三年（1823年）癸未科第三甲第一百二十六名同進士出身。四月，補授宗人府額外主事。
十四年（1834年）七月，實授宗人府主事。
十九年（1839年）授工部員外郎。
二十二年（1842年）十月，授東陵郎中。
二十六年（1846年）七月初四日卒於任上，年五十七歲。

## 家庭及關聯
- 六世祖：清世祖章皇帝福臨（1638年—1661年），順治皇帝。
- 五世祖：裕憲親王福全（1653年－1703年），清世祖章皇帝第二子，封和碩裕親王，授撫遠大將軍。
- 高祖父：悼親王保綬（1684年－1706年），福全第五子，封輔國公品級，追封和碩親王，諡悼。
- 曾祖父：宗室廣靈（1705年－1739年），保綬第二子，官一等侍衛，襲封和碩裕親王，緣事革爵。
- 祖父：宗室誠勇（1726年－1761年），廣靈第一子，官三等侍衛。

- 父：宗室恆定（1753年－1819年），誠勇第七子，初授筆帖式，官至監察御史。
- 母：王氏，恆定側室，王德之女。

- 文溥排行第二，有一兄二弟：
  - 文光（1788年－1862年），初授總管，歷官監察御史，緣事革職發配黑龍江。
  - 文布（1794年－？年），過繼族叔亨凱為嗣，官至郎中。
  - 文奎（1796年－1845年），閑散。

### 妻妾
- 正室：伊拉里氏，主事伊昌阿之女。
- 繼室：李佳氏，李吉慶之女。
- 無側室。

### 子女
有六子。
- 長子：宗室祥章（1808年－1844年），嫡母伊拉里氏出，閑散。
- 次子：宗室祥鳳（1809年－1844年），嫡母伊拉里氏出，閑散，無嗣。
- 三子：宗室祥庚（1818年－1867年），嫡母伊拉里氏出，閑散。
- 四子：宗室祥寶（1824年－？年），繼母李佳氏出，閑散。
- 五子：宗室祥德（1825年－1883年），繼母李佳氏出，閑散。
- 六子：宗室祥集（1827年－1867年），繼母李佳氏出，閑散。